# Arantxa Lancho
Arantxa Lancho (* 23. Februar 2000) ist eine deutsche Skispringerin mit peruanischen Wurzeln.

## Werdegang
Arantxa Lancho startet für die SG Nickelhütte Aue. Sie debütierte am 14. und 15. August 2013 im Rahmen zweier Wettbewerb in Pöhla im Alpencup, bei denen sie zweimal Platz 24 belegte. In den folgenden Jahren startete sie weiterhin regelmäßig im Alpencup und konnte bisher zweimal einen Podestplatz erreichen, beide im August 2016 bei Wettbewerben in Bischofsgrün.
Im Sommer 2015 nahm sie erstmals an einem Springen des FIS Cup teil und verfehlte dabei mit Platz 32 am 11. Juli und Platz 31 am 12. Juli auf der Normalschanze HS 98 in Villach nur knapp die Punkteränge. Kurz darauf erreichte sie am 29. und 30. August 2015 auf der Normalschanze HS 106 in Szczyrk an beiden Tagen jeweils Platz 2 und damit ihre ersten Podestplätze. Am 9. und 10. Februar 2019 schaffte sie es auf der Normalschanze HS 78 in Rastbüchl mit den Plätzen 2 und 3 erneut auf das Podest.
Am 19. und 20. September 2015 debütierte Lancho in Oslo (Midtstuen) im Skisprung-Continental-Cup und belegte dort die Plätze 15 und 24. Bei ihrem nächsten Start im Continental Cup im Dezember 2016 in Notodden erreichte sie durch die Plätze sechs und 16 ihr erstes Top-10-Ergebnis sowie dadurch Platz zehn in der Winter-Wertung der COC-Saison 2016/17.
Arantxa Lancho startete am 31. Januar 2016 in Oberstdorf erstmals im Skisprung-Weltcup, verpasste jedoch mit einem 32. Platz knapp den zweiten Durchgang sowie ihre ersten Weltcuppunkte.

## Erfolge

### Continental-Cup-Platzierungen
| Saison  | Sommer | Sommer | Winter | Winter | Gesamt | Gesamt |
| Saison  | Platz  | Punkte | Platz  | Punkte | Platz  | Punkte |
| ------- | ------ | ------ | ------ | ------ | ------ | ------ |
| 2015/16 | 032.   | 023    | –      | –      | 044.   | 023    |
| 2016/17 | –      | –      | 010.   | 055    | 024.   | 055    |
| 2017/18 | 031.   | 022    | 036.   | 036    | 036.   | 058    |
| 2018/19 | –      | –      | 027.   | 047    | 035.   | 047    |

### FIS Cup-Platzierungen
| Saison  | Platz | Punkte |
| ------- | ----- | ------ |
| 2015/16 | 010.  | 160    |
| 2016/17 | 032.  | 078    |
| 2017/18 | 034.  | 083    |
| 2018/19 | 019.  | 142    |
| 2019/20 | 063.  | 050    |
| Quelle: |       |        |